# استان جندوبه
جندوبه یکی از استان‌های کشور تونس است. جمعیت این استان ۴۱۶٫۶۰۸ نفر و مرکز آن شهر جندوبه است.

## آموزش
نخستین مرکز آموزش عالی استان جندوبه، دانشگاه جندوبه می‌باشد.